# Olbia, Ukraina

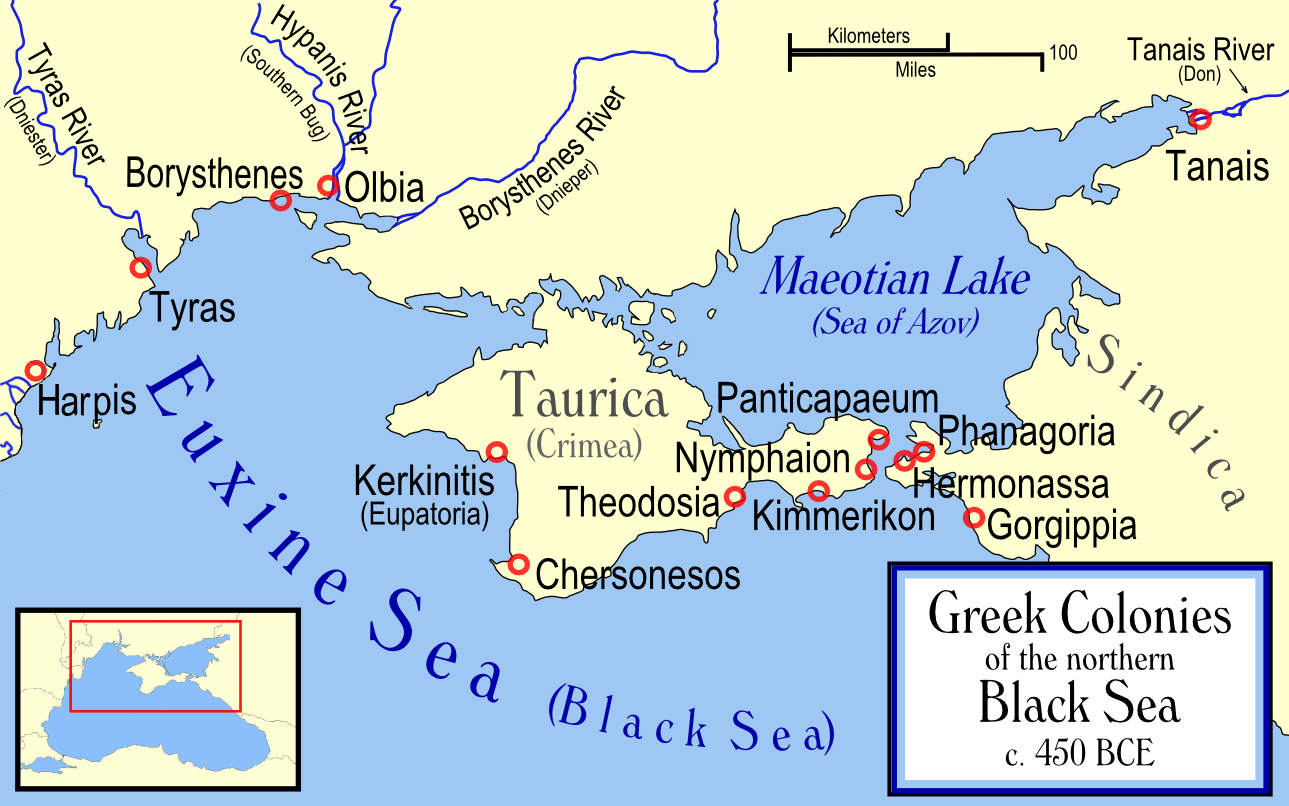
Olbia och andra grekiska kolonier på Svarta havets nordkust på 400-talet f.Kr.

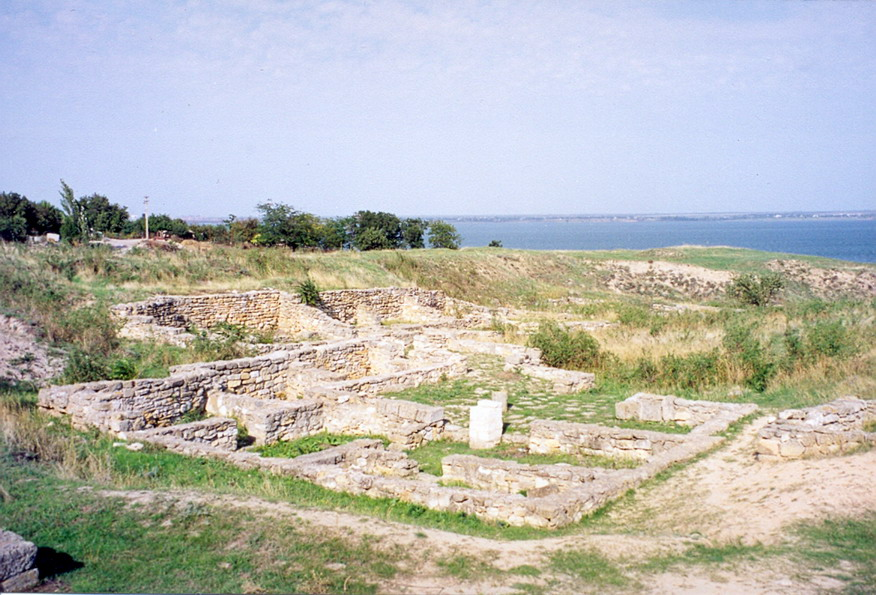
Ruiner i Olbia

Olbia (även Olbiopolis) var under antiken en milesisk koloni (därför i början kallad Miletopolis) på Svarta havets nordkust, mitt emot ön Berezanj, i nuvarande Ukraina. Staden kallades allmänt av grekerna Borysthenes, eftersom den låg på högra stranden av floden Hypanis (nuvarande Södra Bug) ovanför dess utlopp i Borysthenes (Dneprs) liman.

## Historia
Olbia anlades omkring 650 f.Kr. och blev tidigt en rik handelsstad, vars grekiska befolkning länge bevarade sitt oberoende gentemot de kringboende barbarerna. Omkr. år 50 f.Kr. förstördes staden fullständigt av geterna och låg öde i många år. Dio Chrysostomos, som besökte platsen omkr. 83 e.Kr., omtalar dess eländiga tillstånd. Senare levde den åter upp med romerskt understöd och blomstrade från Septimius Severus (193-211), då den inkorporerades i Nedre Moesia, till 248, då dess myntning upphör, sannolikt förstörd av goterna. 

## Arkeologi
Olbias ruiner ligger vid byn Parutino i Mykolajiv rajon, 25 kilometer söder om staden Mykolajiv. De har undersökts av den ryske arkeologen Boris Farmakovskij, som bragt i dagen den antika stadsmuren och en mängd guldpjäser. Man har i den nedre staden vid floden kunnat urskilja fem olika kulturlager, av vilka det hittills undersökta nedersta går blott till 100-talet f.Kr. Även en nekropol har upptäckts. De äldsta mynten, som går tillbaka till 500-talet f.Kr., var stora, runda kopparstycken; senare slog man både silver- och guldmynt.